# Indopanolol
Indopanolol je beta blokator.